# Buon compleanno Wanda June
Buon compleanno Wanda June è un dramma in tre atti di Kurt Vonnegut, scritto dal 1970 al 1971 (originale Happy Birthday, Wanda June).
L'opera deriva dalla precedente Penelope, scritta quindici anni prima e rappresentata al Orleans Arena Theatre in Orléans, Massachusetts. L'autore spiega di aver scritto la commedia all'età di quarantasette anni Avevo preso a bere più del solito e a discutere troppo....
Il dramma fu rappresentato per la prima volta il 7 ottobre 1970 al Theatre de Lys (dal 1981 Lucille Lortel Theatre) di New York con la regia di Michael J. Kane, per spostarsi poi al Edison Theatre sempre a New York per continuare le repliche fino all'ultima del 14 marzo 1971, dopo 142 rappresentazioni.
Dalla commedia è stata tratta la sceneggiatura per un film omonimo del 1971, con la regia di Mark Robson e interpretato fra gli altri da Rod Steiger (in Italia con il titolo di Una vampata di vergogna)

.

## Trama
Penelope Ryan è la moglie di Harold Ryan, soldato, mercenario e avventuriero, scomparso da 8 anni, non essendo tornato dalle sua ultima spedizione. Penelope considera ormai definitivamente perso il marito, al contrario del figlio Paul, dodicenne, che attende con grande speranza il ritorno del genitore.
Penelope esce con due corteggiatori: Herb Shuttle, venditore di aspirapolveri e Norbert Woodly, medico e pacifista.
Una sera, in casa ci sono i due corteggiatori e Paul, che intristito e arrabbiato anche perché è il compleanno del padre, esce per conto suo inseguito da Shuttle che lo perde ma porta a casa una torta per festeggiare il compleanno, sulla quale c'è scritto "Buon compleanno Wanda June".
Senza preavviso ritornano a casa, trovandola vuota, Harold e il suo compagno di avventure colonnello Looseleaf Harper, che ha sganciato una bomba atomica su Nagasaki durante la seconda guerra mondiale uccidendo settantaquattromila persone in un lampo.
A questo punto (scena quarta del primo atto) entra in campo, dal Paradiso, Wanda June, una bambina di dieci anni, che spiega: oggi sarebbe il mio compleanno ma un camion di gelati mi ha investito e ucciso prima che potessi festeggiare. Ora sono morta. Questo è il motivo per cui i miei genitori non hanno ritirato la torta in pasticceria. Felice in paradiso, Wanda è in compagnia del Maggiore delle SS Siegfried von Konigswald, ucciso da Harold in un cruento episodio della II guerra mondiale narrato da Harold al figlio Paul al primo incontro dopo il ritorno a casa, e di Mildred, la III moglie di Harold, alcolizzata.
Quando Penelope torna a casa, rimane sgomenta nel riconoscere il marito, poco dopo torna in scena anche Woodly, con cui Penelope si è fidanzata una settimana prima; Penelope presenta reciprocamente i due e si chiude in camera da letto, Woodly se ne va e Harold tenta di convincere inutilmente Penelope a farlo entrare.
La mattina successiva la famiglia si ritrova, ma emergono, differenze insuperabili fra la mentalità di Harold e la sensibilità della moglie che, conosciuta da Harold come cameriera di tavola calda ha, nel frattempo, conseguito una laurea in letteratura inglese. Penelope lascia la casa, mentre Harold si confronta con Looseleaf e Shuttle, il primo dopo tanti anni rivela i propri dubbi sulla ideologia maschilista e militarista che ha guidato la vita propria e del suo amico Harold mentre Shuttle esprime ammirazione per la vita e le opere dei due avventurieri ricevendo però in cambio scherno e ironia.  Penelope torna nell'appartamento per affrontare Harold chiedendogli come aveva considerato sentimentalmente la loro vita passata, ma Harold ammette che testimonianze di questo tipo sono fuori della mia portata. Non mi vengono bene. È un fallimento il mio, lo so, poi il confronto si focalizza sulla carabina che Harold ha regalato a Paul e che si fa restituire carica, Penelope, attraverso la carabina, cerca di ricostruire la mentalità del marito. La discussione viene interrotta dall'arrivo di Woodly che intende chiarire la situazione con Harold; il confronto continua, a questo punto a tre voci con Woodly che rinfaccia a Harold uno stile di vita antiquato e ormai comico, queste parole colpiscono Harold che, dopo aver fatto uscire Penelope e Paul, prima minaccia Woodly, poi si allontana con la carabina, si ode uno sparo, ma Harold rientra, scuotendo il capo: Mi sono mancato.

## Edizioni
- Kurt Vonnegut, Buon Compleanno Wanda June, traduzione di Stefano Carducci e Alessandro Fambrini, Milano, Editrice A coop. sezione Elèuthera, maggio 1995